# Pararoncus
Genre
Pararoncus est un genre de pseudoscorpions de la famille des Syarinidae.

## Distribution
Les espèces de ce genre se rencontrent au Japon et en Corée du Sud.

## Liste des espèces
Selon Pseudoscorpions of the World (version 3.0) :
- Pararoncus chamberlini (Morikawa, 1957)
- Pararoncus histrionicus Chamberlin, 1938
- Pararoncus japonicus (Ellingsen, 1907)
- Pararoncus oinuanensis (Morikawa, 1957)
- Pararoncus rakanensis (Morikawa, 1957)
- Pararoncus uenoi (Morikawa, 1957)
- Pararoncus yosii (Morikawa, 1960)

et décrites depuis :
- Pararoncus leonardi Jeong, Harms & Yoo, 2024
- Pararoncus taeyoungi Jeong, Harms & Yoo, 2024

## Systématique et taxinomie
Ce genre a été décrit par Chamberlin en 1938 dans les Neobisiidae.

## Publication originale
- Chamberlin, 1938 : « New and little-known false-scorpions from the Pacific and elsewhere (Arachnida - Chelonethida). » Annals and Magazine of Natural History, sér. 11, vol. 2, p. 259-285.